# Raïon de Guiaguinskaïa
Le raïon de Guiaguinskaïa (russe : Гиагинский район, adyguéen : Джэджэ къедзыгъо) est un district (raïon) de la République d'Adyguée en Russie méridionale. Son chef-lieu administratif est la stanitsa de Guiaguinskaïa. 
Le raïon de Guiaguinskaïa se démarque par son industrie laitière, notamment spécialisée dans la production d'un fromage à pâte fraîche, tressé et parfois fumé, le fromage tcherkesse, dit aussi fromage adyguéen dans son appellation contrôlée.